# 碧沙湖站
碧沙湖站，工程名为湘江南路站，位于中华人民共和国湖南省长沙市天心区南湖路与湘江中路交叉口东侧地下，是长沙地铁4号线的地铁车站，于2019年5月26日开通。

## 车站结构
本站位于南湖路南侧，为地下岛式车站。